# باريس-أراس تور 2015
باريس-أراس تور 2015 (بالفرنسية: Paris-Arras Tour 2015)‏ هو سباق دراجات هوائية، وهو الموسم رقم 34 من السباق، وأقيم خلال الفترة 22 مايو 2015، وحتى 24 مايو 2015، وامتدّ لمسافة 371.1 كيلومتر، وهو أحد سباقات طواف أوروبا للدراجات 2015،  وقد شارك في السباق 102 متسابقاً ووصل إلى نهايته 88 متسابقاً.
فاز فيه بالمركز الأول Joeri Calleeuw ‏، وبالمركز الثاني Gaëtan Bille ‏، وبالمركز الثالث أوليفير بارديني، والفائز حسب ترتيب السرعة Sergey Vdovin ‏، والفائز حسب ترتيب النقاط للشباب  Antoine Warnier ‏، والفائز حسب ترتيب النقاط سورين كراغ أندرسن، والفريق الفائز في ترتيب الفرق فيرانداس ويلمز 2015.

## المراحل
| قائمة المراحل | قائمة المراحل | قائمة المراحل                        | قائمة المراحل               | قائمة المراحل | قائمة المراحل       | قائمة المراحل      |
| المرحلة       | التاريخ       | الدورة                               |                             | المسافة (كم)  | الفائز بالمرحلة     | القائد العام       |
| ------------- | ------------- | ------------------------------------ | --------------------------- | ------------- | ------------------- | ------------------ |
| مرحلة 1       | 22 مايو       | فيتري إن أرتويز – بايليول سر بيرثولت | سباق الطريق ضد الساعة للفرق | 31            | Verandas Willems    | Stef Van Zummeren ‏ |
| مرحلة 2       | 23 مايو       | فيتشيوكس – بيوراينس                  | مرحلة مستوية                | 176           | جيف فيرمولين        | Joeri Calleeuw ‏    |
| مرحلة 3       | 24 مايو       | أراس – أراس                          | مرحلة مستوية                | 164٫1         | أسبيورن كراغ أندرسن | Joeri Calleeuw ‏    |

## الفائزون
| الترتيب       | الفائز            |
| ------------- | ----------------- |
| الفائز        | Joeri Calleeuw ‏   |
| الثاني        | Gaëtan Bille ‏     |
| الثالث        | أوليفير بارديني   |
| تسلق الجبل    | سورين كراغ أندرسن |
| سباقات السرعة | Sergey Vdovin ‏    |
| أفضل شاب      | Antoine Warnier ‏  |
| الفريق        | Verandas Willems  |

## وصلات خارجية
- لمحة عن سباق باريس-أراس تور 2015 على موقع  ProCyclingStats   (برو  سايكلنج  ستاتس) - إحصاءات  محترفي  الدراجات.

- باريس-أراس تور 2015 على موقع إحصائيات الدراجات الإحترافية (الإنجليزية)
- باريس-أراس تور 2015 في موقع Cycling Archives سايكلنج أركايفز